# Дві стріли. Детектив кам'яного століття
«Дві стріли. Детектив кам'яного століття» (рос. «Две стрелы. Детектив каменного века») — радянський художній фільм, трагікомедія, детектив режисера  Алли Сурикової, що вийшов в 1989 році.

## Сюжет
Дія відбувається в кам'яному столітті. У племені первісних людей відбувається вбивство, яке внесло смуту в їх нормальне життя. «Довгий» мав виступити на раді племені, але отримав дві стріли в спину. Главі роду потрібно знайти винного. Підозра падає на «Вухатого», художника і мрійника, дивну людину для того часу.

## У ролях
- Армен Джигарханян —  Глава роду
- Олександр Кузнецов —  Вухатий, художник
- Микола Караченцов —  Людина Боя
- Леонід Ярмольник —  Довгоносик
- Наталя Гундарєва —  Вдова (дружина вбитого Довгого)
- Сергій Шакуров —  Ходок
- Станіслав Садальський —  Красномовний
- Ольга Кабо —  Черепашка
- Олександр Іванов —  Довгий
- Марія Виноградова —  Літня
- Ніна Маслова —  коханка Ходока
- Ольга Токарева —  німа
- Віктор Іллічов —  Квапливий
- Володимир Носик —  Довговолосий
- Олег Анофрієв —  Барабанщик
- Олександр Рижков —  Мовчазний

## Знімальна група
- Автор сценарію:  Олександр Володін
- Режисер-постановник:  Алла Сурикова
- Оператор-постановник:  Григорій Бєлєнький
- Художник-постановник:  Євген Виницький
- Композитор:  Геннадій Гладков